# Nesvačily
Nesvačily är en ort i Tjeckien.   Den ligger i regionen Mellersta Böhmen, i den centrala delen av landet, 30 km sydväst om huvudstaden Prag. Nesvačily ligger 326 meter över havet och antalet invånare är 115.
Terrängen runt Nesvačily är kuperad åt nordost, men åt sydväst är den platt. Runt Nesvačily är det ganska tätbefolkat, med 100 invånare per kvadratkilometer. Närmaste större samhälle är Beroun, 9,9 km norr om Nesvačily. Trakten runt Nesvačily består till största delen av jordbruksmark.